# クレッシェンドで進め
『クレッシェンドで進め』（クレッシェンドですすめ）は、宇仁田ゆみによる日本の漫画作品。『楽園』および『楽園web増刊』（白泉社）にて2019年29号から2020年33号に連載された。同年7月31日には、1巻の単行本が発売された。
2022年10月から12月まで、日本テレビ系列にて細田佳央太の主演でテレビドラマが放送された。

## あらすじ
とある県立高校。来年度から大幅に変わる大学受験システムを恐れる3年生たちは、最後のセンター試験に向けて勉学に力を入れる一方で、高校の気風から、コーラス大会にも手は抜かない。文化委員に選ばれた男子生徒・樫は、コーラス大会への準備を進める同じ文化委員の藤田に好意を抱く。

## 登場人物

### 花山高校3年C組生徒
苗字の読みがな及び出席番号は単行本p.114より引用。
樫（かし）
出席番号9番。テノール担当。眼鏡をかけている。風邪で休んでいる間に文化委員に選ばれてしまった。
藤田（ふじた）
出席番号30番。アルト担当。文化委員。前髪を中央分けにしたボブカット。柳田とは家が近所。
柳田（やなぎだ）
出席番号37番。伴奏担当。癖がかった髪型で眼鏡をかけており、クラス一の高身長の持ち主。耳で聴いただけの音源を自らピアノの伴奏に落とし込んだ。ピアノの才能を桜間に褒められた際には赤面していた。

#### ソプラノ
荻野（おぎの）
出席番号7番。二重瞼とボブカットが特徴。亮平先輩と付き合っている（親友の楪からは「別れたほうがいい」と指摘されている）。通学する際は自転車で最寄駅へ行き、そこから先は電車を使っている。
桜間（さくらま）
出席番号15番。お団子髪が特徴。クラスで一番小柄。ピアノ伴奏を断ったうちの1人。伊調に好意を寄せている。
皐月（さつき）
出席番号17番。前髪を左分けにしたボブカットが特徴。
真弓（まゆみ）
出席番号33番。前髪重めのセミロング。原曲において男声パートのみで歌われている合唱曲の出だしを、ソプラノ及びアルトも一緒に歌うことを提案した。
水樹（みずき）
出席番号34番。二重瞼とロングヘアが特徴。通学手段はスクールバス。
森川（もりかわ）
出席番号36番。ロングヘアで眼鏡をかけている。ピアノ伴奏を断ったうちの1人。
楪（ゆずりは）
出席番号38番。暗めの茶髪ボブカットで、ぱっつん前髪が特徴。ピアノ伴奏を断ったうちの1人。通学手段は路線バス。錦木にときめいている節がある。

#### アルト
青木（あおき）
出席番号1番。ロングヘアで眼鏡をかけており、目つきが鋭い。私大志望で、竹内曰く「数学が超人」。合唱の練習をまともに行わない錦木を責める。
梅沢（うめざわ）
出席番号3番。茶髪のロングヘアで、右目の下にホクロがある。数学が苦手だが、リスニング能力に優れている。通学手段は徒歩（の中でもかなり近所）。
鈴竹（すずたけ）
出席番号22番。癖がかったショートヘア。高音がうまく歌えず悩んでいたが、柳田の提案により、伊調と入れ替わりでテノールを担当することとなった。その際、栗田と一緒のパートになれたことを喜んでいる。
竹内（たけうち）
出席番号23番。後ろで束ねたロングヘアと眼鏡が特徴。クラスの女子では一番の高身長。医学科を志望している。
夏芽（なつめ）
出席番号27番。ショートヘアが特徴。大学に進学した時点では髪が伸びていた。

#### テノール
伊調（いちょう）
出席番号2番。クラスの男子では3番目に小柄で、眼鏡をかけている。低音がうまく歌えず悩んでいた（本人曰く「まだ声変わりとかしてない」とのこと）が、柳田の提案により、鈴竹と入れ替わりでアルトを担当することとなった。
榎本（えのもと）
出席番号4番。左分け目の前髪と眼鏡が特徴。県外の大学を志望している（国公立の場合はセンター試験次第らしい）。
海老根（えびね）
出席番号5番。吊り目で明るい髪色が特徴。数学が苦手。通学手段は自転車。大学に進学した時点では坊主頭になっていた。
桂（かつら）
出席番号10番。坊主頭で、大きく丸い目が特徴。路線バスで市の中心駅を経由し、そこから自転車で通学している。錦木が中学時代に野球部だったことを明かした際、大葉と一緒に反応している。
菊井（きくい）
出席番号11番。暗めの茶髪。アニメ（特にカートゥーン）が好きで、趣味が合う杉田や松井と共に行動している。
栗田（くりた）
出席番号13番。サイドが少々長い髪型をしている。パート確認の際、柳田に音が外れているとの指摘を受けた。萩野に憧れを抱いている。
榊原（さかきばら）
出席番号14番。眼鏡をかけており、眉毛が太い。通学手段は自転車→電車→自転車（すなわち自転車2台持ち）。
芝田（しばた）
出席番号19番。無造作な短髪が特徴。通学手段は自転車→電車→自転車（榊原と同様、自転車2台持ち）。数学の分厚い参考書の進捗について、那須や柳田に尋ねて回っていた（ただし桂から「お前はうっすい本のほうが安全じゃねーの…?」と指摘された）。
白樺（しらかば）
出席番号20番。糸目が特徴。伊調や柘植と行動を共にしている。
杉田（すぎた）
出席番号21番。中央分けの前髪と眼鏡が特徴。新しいアニメが好き。
柘植（つげ）
出席番号24番。ジト目と眼鏡が特徴。
露草（つゆくさ）
出席番号25番。吊り目と右分け目の前髪が特徴。
那須（なす）
出席番号26番。短髪で大きく丸い目が特徴。テノール担当の面々では一番の高身長。
萩野（はぎの）
出席番号29番。茶髪で右分け目の前髪が特徴。後ろの席の荻野が気になる模様。通学手段は自転車。
正木（まさき）
出席番号31番。中央分けの前髪が特徴。父親は最後の共通一次を受け、母親は最初のセンター試験を受けたとのこと。最後のセンター試験を控えている本人は、それを聞いて「呪われてんの!?うちの家族!!」と驚いていた。
松井（まつい）
出席番号32番。クラスの男子では一番小柄な体格をしており、目を覆うほどに長い前髪が特徴。古いアニメが好きで、3年C組の合唱曲に昭和アニメの主題歌「宇宙保安官マックスベータ」を選曲した。合唱曲の出だしの改変には教師らと共に反対した。
蘭野（らんの）
出席番号39番。クラスの男子では松井に次いで小柄で、癖毛とそばかすが特徴。国語の選択問題が苦手。

#### バス
大葉（おおば）
出席番号6番。坊主頭で顔が濃い。錦木が中学時代に野球部だったことを明かした際、桂と一緒に反応している。
柿崎（かきざき）
出席番号8番。坊主頭と糸目が特徴。通学手段はスクールバス。
桐谷（きりたに）
出席番号12番。短髪と吊り目が特徴。祖母の「近くにいてほしい」という要望もあって、地元から近い大学を志望している。
笹本（ささもと）
出席番号16番。癖毛で彫りの深い顔立ちが特徴。路線バスで最寄駅へ向かい（自宅が山奥すぎるため）、そこから電車と自転車を使って通学している。
椎名（しいな）
出席番号18番。短髪で垂れ目が特徴。
錦木（にしきぎ）
出席番号28番。無造作な髪と険のある顔つきが特徴で、柳田に次ぐ高身長の持ち主。合唱の練習をまともに行わないため、青木に責められる。
黐木（もちのき）
出席番号35番。ふくよかな体型が特徴。

### 花山高校教師
砂州（さす）
3年C組担任。地理教師。3年C組の合唱曲「宇宙保安官マックスベータ」を「名曲中の名曲」と称している。
落下（おちした）
物理教師。眼鏡をかけた年配の男性。
剛力（ごうりき）
体育教師。スキンヘッドで強面の男性。
上記の3人は栗田曰く「昭和の男たち」で、3年C組の面々が合唱曲の出だしを改変しようとした際には揃って阻止した。

## 書誌情報
- 宇仁田ゆみ 『クレッシェンドで進め』 白泉社〈楽園コミックス〉、全1巻

1. 2020年7月31日発売[5]、ISBN 978-4-592-71171-1

## テレビドラマ
2022年10月17日から12月16日まで、平日の7時53分 - 7時58分頃に日本テレビ系列の平日朝の情報番組「ZIP!」内で放送された。主演は細田佳央太。全44話。
同年11月3日は本ドラマの放送直前に北朝鮮によるミサイル発射に伴うJアラートの発令により、ZIP!では関連ニュースを中心に放送したため、本ドラマは休止となり、翌4日以降1話ずつ繰り下げとなることが同月3日に番組公式Twitterなどで発表された。

### 登場人物（テレビドラマ）
樫浩太
演 - 細田佳央太
テノール担当。じゃんけんで負けて合唱コンクール委員に選ばれてしまった。
藤田
演 - 出口夏希
アルト担当。合唱コンクール委員。
萩野（はぎの）
演 - 水沢林太郎
テノール担当。クラスのイケてるグループ中心の人物。
梅沢
演 - 藤井夏恋
アルト担当。元ダンス部で、ノリが良いが、数学が苦手。
錦木
演 - 濱尾ノリタカ
バス担当。元野球部。合唱コンクールの練習をサボりがち。
柳田
演 - 桑山隆太（WATWING）
伴奏担当。藤田のご近所さんで幼なじみ。ピアノが得意。
黒島先生
演 - 藤井隆
3年C組担任。花山高校OBで、地理を教えている。
樫慎太郎
演 - 野間口徹
浩太の父親。祖父から継いだ酒蔵を経営している。花山高校OB。
樫舞子
演 - 野波麻帆
浩太の母親。酒蔵で慎太郎と共に働く。

#### クラスメイト

##### ソプラノ
荻野（おぎの）
演 - 瀬戸琴楓

桜間
演 - 川井望鈴

椿
演 - 荻野紗那

楪（ゆずりは）
演 - 葛西美空

##### アルト
青木
演 - 瀧七海

鈴竹
演 - 飯塚純音

竹内
演 - 花岡すみれ

##### テノール
伊調
演 - 山下真人

海老根
演 - 佐久間悠

栗田
演 - 萩原護

杉田
演 - 石田泰誠

松井
演 - 木村風太

蘭野
演 - 宮下紘樹

##### バス
榎本
演 - 金田将浩

桂
演 - 市川理矩

菊井
演 - 福家悠

桐谷
演 - 近藤利樹

榊原
演 - 久保田真旺

黐木（もちのき）
演 - 池田永吉

#### ゲスト

##### 第27話
亮平先輩
演 - 水川かたまり（空気階段）
荻野の彼氏。19歳。

##### 第29話〜第34話・第42話〜最終話
藤田雪子
演 - 遊井亮子
藤田の母。

### スタッフ（テレビドラマ）
- 原作 - 宇仁田ゆみ『クレッシェンドで進め』（白泉社『楽園』コミックス）
- 脚本 - 政池洋佑
- 音楽 - ヒネモス
- 合唱曲
  - 課題曲 - 坂本九「心の瞳」[29]
  - 自由曲 - ヤバイTシャツ屋さん「hurray」[29]
- チーフプロデューサー - 石尾純、齊山嘉伸
- 制作統括 - 河野英裕
- プロデューサー - 諸田景子、上田崇博、大塚英治（ケイファクトリー）、平井十和子（ケイファクトリー）
- 演出 - 佐藤東弥、佐久間紀佳
- 制作協力 - ケイファクトリー、テレビ信州
- 製作著作 - 日本テレビ

### 放送日程
| 週     | 話数             | 放送日 | 放送日 | サブタイトル                     |
| 週     | 話数             | 月     | 日     | サブタイトル                     |
| 第1週  | 第1話            | 10月   | 17日   | ぼ、僕が合唱コンクール委員!?     |
| 第1週  | 第2話            | 10月   | 18日   | 合唱コンクール、優勝を目指します |
| 第1週  | 第3話            | 10月   | 19日   | 青春は片思いばかり               |
| 第1週  | 第4話            | 10月   | 20日   | 合格か、花高手ぬぐいか           |
| 第1週  | 第5話            | 10月   | 21日   | とりあえず、歌ってみない?        |
| 第2週  | 第6話            | 10月   | 24日   | 柳田音域相談所                   |
| 第2週  | 第7話            | 10月   | 25日   | リーダーシップと僕らしさ         |
| 第2週  | 第8話            | 10月   | 26日   | 男の高音、女の低音               |
| 第2週  | 第9話            | 10月   | 27日   | い、入れ替わってる!?             |
| 第2週  | 第10話           | 10月   | 28日   | これで、あと10年は頑張れる       |
| 第3週  | 第11話           | 10月   | 31日   | 樫が考える歌詞の意味             |
| 第3週  | 第12話           | 11月   | 01日   | 恋と友情のジレンマ               |
| 第3週  | 第13話           | 11月   | 02日   | 片思いでクラスに亀裂             |
| 第3週  | 第14話           | 11月   | 04日   | 俺はもう、一緒に歌えない         |
| 第4週  | 第15話           | 11月   | 07日   | 合唱がクラスを救う!?             |
| 第4週  | 第16話           | 11月   | 08日   | ニシキギ（怒）!!                 |
| 第4週  | 第17話           | 11月   | 09日   | フラダンスに興味あり!?           |
| 第4週  | 第18話           | 11月   | 10日   | 一緒に歌おうよ                   |
| 第4週  | 第19話           | 11月   | 11日   | 口パクマスター                   |
| 第5週  | 第20話           | 11月   | 14日   | バケツが相棒                     |
| 第5週  | 第21話           | 11月   | 15日   | 指揮はパッションで               |
| 第5週  | 第22話           | 11月   | 16日   | ポンコツ柳田                     |
| 第5週  | 第23話           | 11月   | 17日   | 恋は勉強より難しい               |
| 第5週  | 第24話           | 11月   | 18日   | 僕は、藤田さんが好きだ           |
| 第6週  | 第25話           | 11月   | 21日   | 柳田君はプリテンダー             |
| 第6週  | 第26話           | 11月   | 22日   | 仲良しアルトの不協和音           |
| 第6週  | 第27話           | 11月   | 23日   | サプラーイズ                     |
| 第6週  | 第28話           | 11月   | 24日   | 受験も合唱も、全部頑張る子       |
| 第6週  | 第29話           | 11月   | 25日   | 合唱両立大作戦                   |
| 第7週  | 第30話           | 11月   | 28日   | 本番まで、残りたった2週間        |
| 第7週  | 第31話           | 11月   | 29日   | 『ザン』の法則                   |
| 第7週  | 第32話           | 11月   | 30日   | 親の心子知らず、子の心親知らず   |
| 第7週  | 第33話           | 12月   | 1日    | 藤やんのためにできる             |
| 第7週  | 第34話           | 12月   | 2日    | あなたに届け、僕らの歌声         |
| 第8週  | 第35話           | 12月   | 5日    | 急募！僕らの緊張予防法           |
| 第8週  | 第36話           | 12月   | 6日    | 松本城の前で、歌わせて！         |
| 第8週  | 第37話           | 12月   | 7日    | 人前で歌うって楽しい！           |
| 第8週  | 第38話           | 12月   | 8日    | 合唱が教えてくれた一大決心       |
| 第8週  | 第39話           | 12月   | 9日    | フレーフレーフレーフレー♪        |
| 最終週 | 第40話           | 12月   | 12日   | 樫のやらかし                     |
| 最終週 | 第41話           | 12月   | 13日   | 当たり前が終わってく             |
| 最終週 | 第42話           | 12月   | 14日   | ぶっちゃけた話                   |
| 最終週 | 第43話           | 12月   | 15日   | クレッシェンドで奏でる青春の歌   |
| 最終週 | 第44話（最終話） | 12月   | 16日   | 僕たちだけの物語、完‼            |

| 日本テレビ系列 『ZIP!』内朝ドラマ           | 日本テレビ系列 『ZIP!』内朝ドラマ                  | 日本テレビ系列 『ZIP!』内朝ドラマ                    |
| 前番組                                      | 番組名                                             | 次番組                                               |
| ------------------------------------------- | -------------------------------------------------- | ---------------------------------------------------- |
| 泳げ!ニシキゴイ （2022年7月19日 - 9月16日） | クレッシェンドで進め （2022年10月17日 - 12月16日） | パパとなっちゃんのお弁当 （2023年1月16日 - 3月17日） |